# Premiul Parlamentului European pentru Jurnalism
Premiul Parlamentului European pentru Jurnalism se acordă jurnaliștilor care au abordat în articolele, emisiunile sau reportajele lor teme europene sau care au promovat o mai bună înțelegere a instituțiilor și politicilor Uniunii Europene. Premiul se acordă în spiritul respectului pentru libertatea și deplina independență a presei, pluralismului mass-media și în contextul dorinței Parlamentului European de a îmbunătăți comunicarea dintre instituțiile UE și cetățenii europeni.

## Secțiuni
Premiul se acordă în patru secțiuni: presă scrisă, radio, televiziune și internet. Pentru fiecare secțiune se desemnează un câștigător.

## Eligibilitate
Eligibile sunt persoane sau echipe formate din maxim 5 persoane ce au publicat sau difuzat contribuții într-una din limbile oficiale ale Uniunii Europene. Participanții trebuie să fie cetățeni ai UE sau rezidenți într-un stat membru și să fie jurnaliști afiliați.
Contribuțiile trebuie să nu fi primit deja un alt premiu până la termenul limită de primire a materialelor și să nu fi beneficiat de sprijin financiar, direct sau indirect, din partea instituțiilor Uniunii Europene.

## Premiul
Premiul Parlamentului European pentru Jurnalism este în valoare de 20.000 euro. Câștigătorul din cadrul fiecărei categorii va primi câte 5.000 de euro.

## Câștigători
| An/Secțiune | Presă scrisă      | Internet             | Radio                     | Televiziune                   |
| ----------- | ----------------- | -------------------- | ------------------------- | ----------------------------- |
| 2010        | Witold Szabłowski | James Clive-Matthews | Kajsa Norell și Nuri Kino | Zsolt Németh                  |
| 2009        | Ines Possemeyer   | Bálint Szlankó       | Zbigniew Plesner          | Elke Sasse și Kristian Kähler |